# 陳信諭
陳信諭（1988年6月7日—）是出生於臺灣高雄市的政治工作者，曾任台灣基進秘書長。畢業於高雄中學和中國醫藥大學醫學系，曾擔任過半年的內科醫師，過程中體認到因台灣醫師人數不足導致實習醫生成為血汗勞工的辛酸，因而理解要改變小到醫院，大到這個社會的制度問題，必須仰賴政治參與才能真正解決，遂於關注太陽花學運暨實地參與在高雄美麗島站內的太陽花學運遍地開花靜坐後，決定棄醫從政，代表基進側翼角逐2014年高雄市前鎮小港區市議員。開票結果出爐，陳信諭並未當選。
2018年，陳信諭代表基進黨角逐高雄市前鎮小港區市議員，再次落選。
2020年，因捐肝給哥哥可惜被退貨，後辭去台灣基進秘書長一職，並回歸醫界。

## 事蹟
- 陳信諭曾經在臉書粉絲專頁「高雄好過日 （页面存档备份，存于）」中發文介紹台灣的精神醫療史，後被聯合報選入鳴人堂。[4]
- 他曾經與競選同伴到國民黨籍高雄市長參選人楊秋興競選總部陳抗，要求當時的執政黨中國國民黨扭轉南北失衡[5]。

## 外部連結
- 陳信諭的Facebook專頁

## 資料來源
1. ↑  李菁豪. . 蘋果日報. 2014-11-29  [2018-03-23]. （原始内容存档于2018-07-27） （中文）.
2. ↑  張慈. . 六都春秋. 2017-10-19  [2018-03-23]. （原始内容存档于2018-05-07） （中文）.
3. ↑  . 自由時報.   [2020-03-25]. 原始内容存档于2020-03-25.
4. ↑  陳信諭. . 鳴人堂. 2018-01-19  [2018-03-23]. （原始内容存档于2018-01-26） （中文）.
5. ↑  . Plurk. 2014-09-23  [2018-05-11]. （原始内容存档于2018-05-12） （中文）.

## 延伸閱讀
- 方惠萱. . 台灣大紀元. 2015-04-04  [2018-03-23]. （原始内容存档于2019-08-27） （中文）.